# Mistrzostwa Czech w Lekkoatletyce 2006
37. Mistrzostwa Czech w Lekkoatletyce – zawody lekkoatletyczne, które odbyły się w dniach 24-25 czerwca 2006 w Pradze.

## Rezultaty

### Mężczyźni
| Konkurencja:                  | Złoto                                                                | Wynik    | Srebro                                                         | Wynik    | Brąz                                                                  | Wynik    |
| Bieg na 100 m                 | Rostislav Šulc                                                       | 10,57    | Jan Veleba                                                     | 10,57    | Jan Stokláska                                                         | 10,73    |
| Bieg na 200 m                 | Jiří Vojtík                                                          | 20,69    | Vojtěch Šulc                                                   | 20,94    | Jan Schiller                                                          | 21,02    |
| Bieg na 400 m                 | Karel Bláha                                                          | 46,21    | Filip Klvaňa                                                   | 46,55    | Jan Hanzl                                                             | 47,34    |
| Bieg na 800 m                 | Michal Šneberger                                                     | 1:50,32  | Aleš Veselý                                                    | 1:50,51  | Martin Hrstka                                                         | 1:50,68  |
| Bieg na 1500 m                | Petr Doubravský                                                      | 3:51,92  | Libor Stožek                                                   | 3:52,17  | Tomáš Harom                                                           | 3:52,45  |
| Bieg na 5000 m                | Róbert Štefko                                                        | 14:38,24 | Vladimír Pospíšil                                              | 14:46,27 | Michal Málek                                                          | 14:47,26 |
| Bieg na 10 000 m              | Jan Kreisinger                                                       | 30:02,88 | Róbert Štefko                                                  | 30:12,96 | Pavel Faschingbauer                                                   | 30:52,82 |
| Bieg uliczny na 10 km         | Jan Kreisinger                                                       | 30:41    | Róbert Štefko                                                  | 30:47    | David Gerych                                                          | 31:06    |
| Bieg przełajowy na 4 km       | Jiří Miler                                                           | 12:23    | Petr Mikulenka                                                 | 12,27    | Petr Doubravský                                                       | 12:32    |
| Bieg przełajowy na 10 km      | Róbert Štefko                                                        | 31:51    | David Gerych                                                   | 31:54    | Pavel Faschingbauer                                                   | 31,57    |
| Bieg górski                   | Filip Ospalý                                                         | 45:19    | Jan Havlíček                                                   | 45:34    | Jan Bláha                                                             | 45,59    |
| Półmaraton                    | Róbert Štefko                                                        | 1:09:21  | Jan Bláha                                                      | 1:09:52  | Jan Havlíček                                                          | 1:10:08  |
| Maraton                       | Pavel Faschingbauer                                                  | 2:17:13  | Pavel Novák                                                    | 2:18:21  | Jan Bláha                                                             | 2:24:56  |
| Bieg na 110 m przez płotki    | Stanislav Sajdok                                                     | 13,79    | Štěpán Tesařík                                                 | 14,18    | Jan Čech                                                              | 14,30    |
| Bieg na 400 m przez płotki    | Michal Uhlík                                                         | 49,68    | Ondřej Daněk                                                   | 49,84    | Jiří Mužík                                                            | 50,03    |
| Bieg na 3000 m z przeszkodami | David Gerych                                                         | 8:49,91  | Petr Mikulenka                                                 | 8:50,92  | Jakub Holuša                                                          | 9:01,80  |
| Sztafeta 4 × 100 m            | Spartak Praha 4 Jan Feher Rostislav Šulc Vojtěch Šulc Ondřej Benda   | 40,20    | Olymp Praha Jan Čech Jaroslav Šmotek Richard Synek Jiří Vojtík | 40,39    | Dukla Praha Štěpán Tesařík Štěpán Wagner Stanislav Sajdok Tomáš Knebl | 40,49    |
| Sztafeta 4 × 400 m            | Slavia Praha Jindřich Šimánek Petr Habásko Václav Bláha Michal Uhlík | 3:10,20  | Olymp Praha Richard Synek Marek Hrubý Petr Klofáč Ondřej Daněk | 3:10,39  | TEPO Kladno Jan Mazanec Aleš Veselý Pavel Jiráň Jan Hanzl             | 3:10,41  |
| Chód na 20 km                 | Miloš Holuša                                                         | 1:26:14  | Jiří Malysa                                                    | 1:30:53  | Pavel Svoboda                                                         | 1:31:39  |
| Chód na 50 km                 | Rudolf Cogan                                                         | 4:53:28  | Milan Švehla                                                   | 4:53:34  | Stanislav Albrecht                                                    | 5:19:02  |
| Skok wzwyż                    | Tomáš Janků                                                          | 2,29     | Svatoslav Ton                                                  | 2,27     | Jan Janků                                                             | 2,15     |
| Skok o tyczce                 | Adam Ptáček                                                          | 5,75     | Štěpán Janáček                                                 | 5,65     | Miroslav Telecký                                                      | 5,37     |
| Skok w dal                    | Tomáš Pour                                                           | 7,88     | Štěpán Wagner                                                  | 7,78     | Roman Novotný                                                         | 7,56     |
| Trójskok                      | Petr Hnízdil                                                         | 16,34    | Martin Sýkora                                                  | 15,21    | Jan Rapsa                                                             | 15,03    |
| Pchnięcie kulą                | Remigius Machura                                                     | 18,84    | Antonín Žalský                                                 | 18,82    | Vladislav Tuláček                                                     | 17,09    |
| Rzut dyskiem                  | Libor Malina                                                         | 59,53    | Tomáš Jirásek                                                  | 55,78    | Antonín Žalský                                                        | 54,68    |
| Rzut młotem                   | Lukáš Melich                                                         | 73,37    | Vladimír Maška                                                 | 72,68    | Michal Fiala                                                          | 66,43    |
| Rzut oszczepem                | Jan Syrovátko                                                        | 76,48    | Vítězslav Veselý                                               | 75,98    | Miroslav Guzdek                                                       | 75,06    |
| Dziesięciobój                 | Josef Karas                                                          | 7837     | Pavel Baar                                                     | 7258     | Dominik Špiláček                                                      | 7238     |

### Kobiety
| Konkurencja:                  | Złoto                                                                        | Wynik    | Srebro                                                                            | Wynik    | Brąz                                                                          | Wynik    |
| Bieg na 100 m                 | Kristina Bažatová                                                            | 11,65    | Iveta Mazáčová                                                                    | 11,86    | Martina Dostálová                                                             | 11,90    |
| Bieg na 200 m                 | Štěpánka Klapáčová                                                           | 23,46    | Iveta Mazáčová                                                                    | 23,73    | Martina Dostálová                                                             | 24,05    |
| Bieg na 400 m                 | Zuzana Hejnová                                                               | 53,43    | Ludmila Formanová                                                                 | 54,32    | Veronika Jelínková                                                            | 54,57    |
| Bieg na 800 m                 | Veronika Mráčková                                                            | 2:04,45  | Petra Lochmanová                                                                  | 2:04,76  | Lenka Masná                                                                   | 2:05,22  |
| Bieg na 1500 m                | Tereza Čapková                                                               | 4:26,86  | Lucie Müllerová                                                                   | 4:27,76  | Petra Ivanová                                                                 | 4:29,78  |
| Bieg na 5000 m                | Petra Kamínková                                                              | 17:10,37 | Monika Preibischová                                                               | 17:41,91 | Eva Burdychová                                                                | 17:50,08 |
| Bieg na 10 000 m              | Petra Kamínková                                                              | 35:33,95 | Irena Petříková                                                                   | 37:29,96 | Iva Milesová                                                                  | 38:12,11 |
| Bieg uliczny na 10 km         | Petra Kamínková                                                              | 34:52    | Taťána Metelková                                                                  | 35:52    | Lucie Müllerová                                                               | 36:06    |
| Bieg przełajowy na 6 km       | Jana Klimešová                                                               | 21:28    | Petra Kamínková                                                                   | 21:40    | Monika Preibischová                                                           | 21:47    |
| Bieg górski                   | Anna Pichrtová                                                               | 52:16    | Irena Šádková                                                                     | 56:37    | Iva Milesová                                                                  | 57:10    |
| Półmaraton                    | Ivana Sekyrová                                                               | 1:17:48  | Taťána Metelková                                                                  | 1:19:45  | Ivana Martincová                                                              | 1:21:10  |
| Maraton                       | Ivana Martincová                                                             | 2:51:50  | Radka Churáňová                                                                   | 3:01:30  | Anna Báčová                                                                   | 3:07:42  |
| Bieg na 100 m przez płotki    | Petra Seidlová                                                               | 13,43    | Michaela Hejnová                                                                  | 13,73    | Lenka Lepičová                                                                | 14,06    |
| Bieg na 400 m przez płotki    | Alena Rücklová                                                               | 56,33    | Zuzana Bergrová                                                                   | 57,68    | Jana Melichová                                                                | 60,45    |
| Bieg na 3000 m z przeszkodami | Lenka Ptáčková                                                               | 10:14,61 | Marcela Lustigová                                                                 | 10:21,05 | Barbora Kuncová                                                               | 11:28,09 |
| Sztafeta 4 × 100 m            | USK Praha Tereza Trčková Štěpánka Klapáčová Kristina Bažatová Petra Seidlová | 45,32    | Slavia Praha Monika Táborská Iva Vedralová Lenka Vorlová Jitka Bartoničková       | 46,84    | USK Praha B Jana Korešová Lucie Komrsková Zuzana Bičíková Pavlína Humpolíková | 46,89    |
| Sztafeta 4 × 400 m            | USK Praha Lenka Ostravská Veronika Plesarová Zuzana Bergrová Zuzana Hejnová  | 3:41,48  | USK Praha B Gabriela Proroková Marcela Lustigová Lenka Švábíková Petra Lochmanová | 3:43,92  | Olymp Brno Petra Prokešová Tereza Nozarová Lenka Masná Veronika Mráčková      | 3:44,28  |
| Chód na 20 km                 | Lucie Pelantová                                                              | 1:39:19  | Michaela Šimánková                                                                | 1:47:50  | Hana Herberová                                                                | 1:58:09  |
| Skok wzwyż                    | Barbora Laláková                                                             | 1,94     | Romana Dubnova                                                                    | 1,92     | Iva Straková                                                                  | 1,83     |
| Skok o tyczce                 | Pavla Hamáčková                                                              | 4,50     | Jiřina Ptáčníková                                                                 | 4,23     | Kateřina Baďurová                                                             | 4,16     |
| Skok w dal                    | Lucie Komrsková                                                              | 6,50     | Denisa Ščerbová                                                                   | 6,48     | Martina Darmovzalová                                                          | 6,37     |
| Trójskok                      | Šárka Kašpárková                                                             | 13,52    | Jaroslava Vaněčková                                                               | 12,99    | Lucie Kohútová                                                                | 12,91    |
| Pchnięcie kulą                | Jana Kárníková                                                               | 16,97    | Andrea Valešová                                                                   | 15,86    | Lucie Vrbenská                                                                | 15,08    |
| Rzut dyskiem                  | Věra Cechlová                                                                | 61,79    | Vladimíra Racková                                                                 | 52,31    | Andrea Valešová                                                               | 51,46    |
| Rzut młotem                   | Lenka Ledvinová                                                              | 61,46    | Lucie Vrbenská                                                                    | 61,37    | Romana Grómanová                                                              | 60,03    |
| Rzut oszczepem                | Barbora Špotáková                                                            | 65,50    | Jarmila Klimešová                                                                 | 62,60    | Nikola Brejchová                                                              | 56,03    |
| Siedmiobój                    | Denisa Ščerbová                                                              | 5828     | Jana Korešová                                                                     | 5239     | Marie Burešová                                                                | 5237     |